# Harold Arlen
Harold Arlen, rodným jménem Hyman Arluck (15. února 1905, Buffalo – 23. dubna 1986, New York) byl americký hudební skladatel židovského původu. Napsal přes 500 písní populární hudby. K nejslavnějším patří Over the Rainbow napsaná pro film Čaroděj ze země Oz (1939), kde ji zpívala mladičká Judy Garlandová. Arlen za song dostal Oscara. Píseň má mnoho coververzí, k nejznámějším patří ta od Israela Kamakawiwoa. Recording Industry Association of America ji dokonce vyhlásila nejlepší písní 20. století. Celkem byl na Oscara nominován pětkrát. V první, newyorské, fázi své tvorby často spolupracoval s textařem Tedem Koehlerem. K jejich společným hitům patří například Stormy Weather (1933), kterou zpívali Judy Garlandová, Etta Jamesová, Bing Crosby a mnozí jiní. Over the Rainbow napsal Arlen již v Kalifornii, píseň otextoval Yip Harburg. Jeho hlavním textařem z hollywoodské éry byl ovšem Johnny Mercer.